# Сьонна (Мазовецьке воєводство)
Сьонна (пол. Sionna) — село в Польщі, у гміні Котунь Седлецького повіту Мазовецького воєводства.
Населення — 237 осіб (2011).
У 1975-1998 роках село належало до Седлецького воєводства.

## Демографія
Демографічна структура станом на 31 березня 2011 року:
|          | Загалом | Допрацездатний вік | Працездатний вік | Постпрацездатний вік |
| -------- | ------- | ------------------ | ---------------- | -------------------- |
| Чоловіки | 118     | 30                 | 80               | 8                    |
| Жінки    | 119     | 29                 | 66               | 24                   |
| Разом    | 237     | 59                 | 146              | 32                   |